# Parafia św. Anny w Żałem
Parafia pw. Świętej Anny w Żałem – parafia rzymskokatolicka należąca do dekanatu rypińskiego, diecezji płockiej, metropolii warszawskiej. 
Proboszczem parafii jest od 2023 ks. mgr Dariusz Krzysztof Załęcki.
Kościołem parafialnym jest kościół św. Anny. 